# Oxalis corniculata
Oxalis corniculata o agrella o agrelles és una planta herbàcia d'aspecte delicat i creixement lent de la família de les oxalidàcies del gènere Oxalis semblant a Oxalis stricta. Té una tija estreta i prostrada, de la qual fàcilment sorgeixen arrels dels nodes. Les fulles, trifoliades -dividides en tres folíols arrodonits- recorden a la forma de les dels trèvols. Algunes varietats tenen fulles verdes, mentre altres, com O. corniculata var. atropurpurea, les tenen morades. Les fulles tenen estípules inconspícues a la base de cada pecíol.
El fruit és una càpsula estreta, cilíndrica, d'1–2 cm de llargada, i notable per la seva explosiva dispersió de les llavors que conté, d'1 mm de llargada.

## Distribució

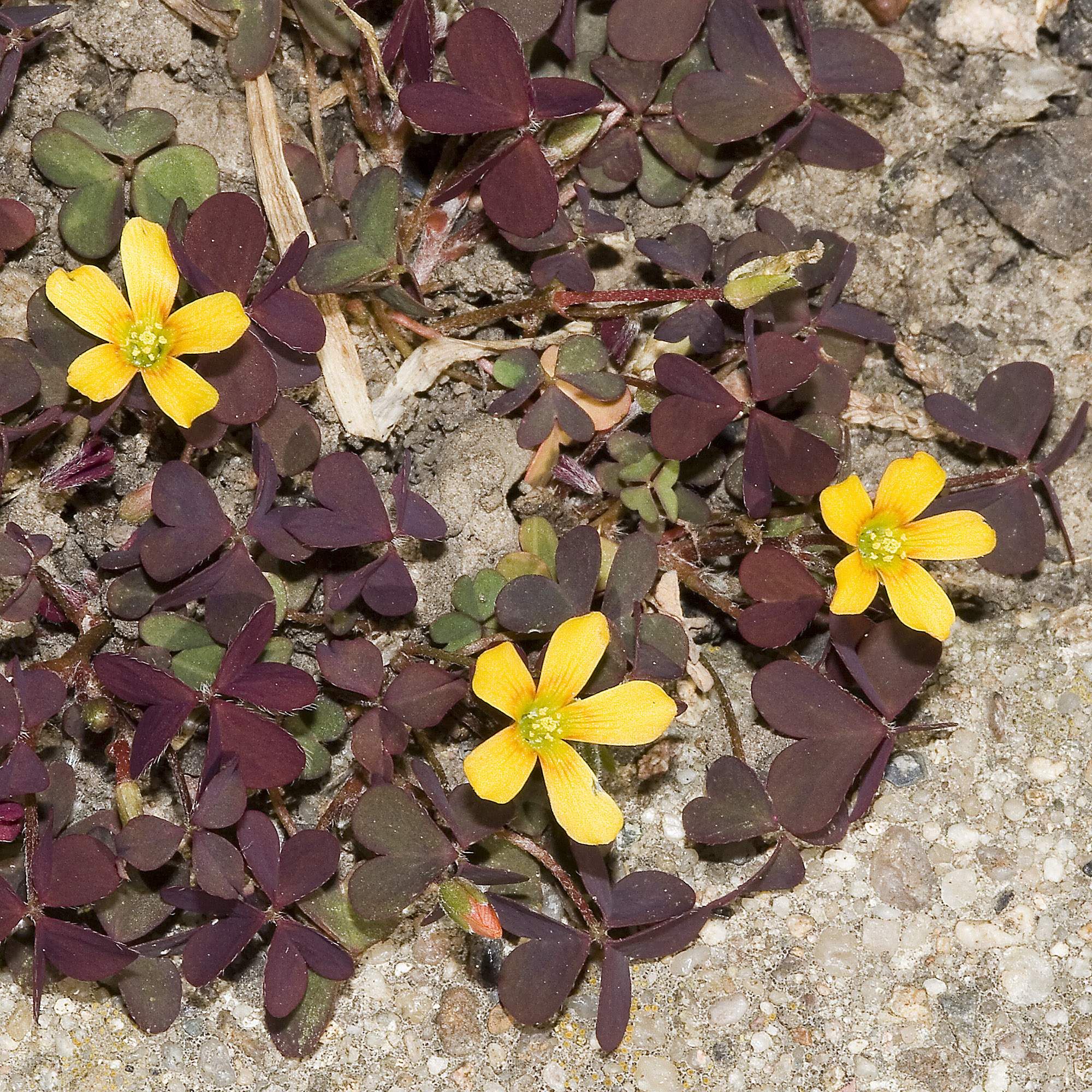
Varietat de fulles morades

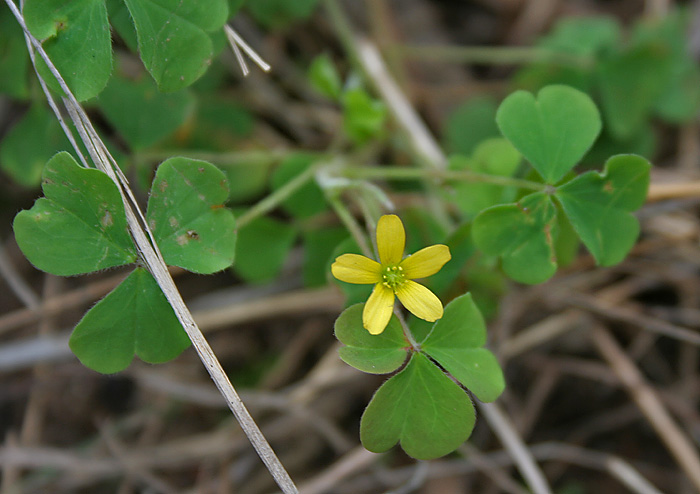
Varietat de fulles verdes

És probable que aquesta espècie provingui del sud-est asiàtic. Fou descrita per primer cop per Linnaeus el 1753 usant espècimens d'Itàlia, i sembla havia estat introduïda a Itàlia des de l'est abans de l'any 1500. Avui dia té una distribució cosmopolita i és considerada una mala herba en jardins, camps agrícoles i gespes.

## Usos
Les fulles d'O. corniculata és comestible, amb un picant sabor de llimona. Es pot preparar una beguda infusionant les fulles amb aigua calenta durant uns 10 minuts, endolcint-la i després refredant-la. La planta sencera és rica en vitamina C. Qualsevol planta del gènere Oxalis és segura a baixes dosis, però si es menja en quantitats considerables al llarg del temps pot inhibir l'absorció de calci pel cos.